# Starting Over (canción de Kōji Wada)
(Comenzando de nuevo en español) (Starting Over) es el quinto sencillo debut del cantante y compositor japonés Kōji Wada.
Interchannel NEC lanzó yuanes (entre el canal actual), es un distribuidor de King Records (NECM-12019).

## Resumen
- Se conduce el sencillo del álbum "All of My Mind".
- Se posicionó para trabajar con la evolución como su artista Kōji Wada hasta ese momento como cantante.
- Existen también la canción de su quinto sencillo, y el entusiasmo del juego de Kōji Wada era comenzar las actividades para un artista en toda regla, se ha convertido en título de "Starting Over (Restart)" también.

## Lista de canciones
Todas las canciones escritas por Kōji Wada y arregladas por Cher Watanabe

| N.º | Título                             | Música                     | Arreglistas(s) | Duración |  |
| 1.  | «Starting Over»                    | Kōji Wada Hidenori Chiwata | Makoto Takō    | 4:17     |  |
| 2.  | «Say Again»                        | Kōji Wada Michihiko Ohta   | Michihiko Ohta | 4:21     |  |
| 3.  | «Starting Over» (Original Karaoke) | Kōji Wada Hidenori Chiwata | Makoto Takō    | 4:17     |  |

- Datos: Q9079641